# Jazmon Gwathmey
Jazmon Gwathmey, née le 24 janvier 1993 à Bealeton (Virginie), est une joueuse américaine et portoricaine de basket-ball.

## Biographie
Elle dispute le championnat NCAA avec les Dukes de James Madison avec des statistiques moyennes de 11,4 points, 5,4 rebonds et 1,3 contre, ce qui lui vaut d'être désignée trois fois meilleur joueuse du tournoi de la Colonial Athletic Association en 2014, 2015 et 2016.
Elle est choisie en 14e position de la draft WNBA 2016 par le Lynx du Minnesota avant d'être transférée aux Stars de San Antonio contre Jia Perkins. Le 9 mai 2017, les Stars de San Antonio la transfèrent au Fever de l'Indiana contre le troisième tour de la draft 2018 du Fever.
Pour sa première expérience à l'étranger, elle joue aux Canberra Capitals en Australie où ses moyennes sont de 8,2 points, 4,5 rebonds et 1,5 passe décisive avant d'entamer une carrière européenne.
Elle est américaine d'ascendance portoricaine par sa mère, ce qui lui permet de jouer avec l'équipe nationale portoricaine à compter du Centrobasket 2017, puis aux Jeux panaméricains de 2019 où elle contribue au gain d'une médaille de bronze dans chacune de ces compétitions. En 2021, Porto Rico remporte la médaille d'or du Centrobasket.
Elle est également sélectionnée dans l'équipe portoricaine qui participe à la Coupe du monde  2018, puis au tournoi de qualification olympique tenu à Edmonton (Canada) et à Bahía Blanca (Argentine) du 14 au 17 novembre 2019, et enfin aux Jeux de Tokyo.

## Palmarès
- Médaille d'or aux Jeux centraméricains et caribéens de 2021
- Médaille d'argent de la Coupe des Amériques 2021
- Médaille de bronze aux Jeux panaméricains de 2019
- Médaille de bronze aux Jeux centraméricains et caribéens de 2017

## Distinctions personnelles
- Joueuse de l'année de la CAA (2016)
- Troisième meilleur cinq de la CAA (2015)
- Meilleur cinq défensif de la CAA (2014, 2016)
- Meilleure joueuse du tournoi de la CAA (2014, 2015, 2016)

### Statistiques
Source
| Année     | Equipe        | GP       | Points   | FG%      | 3P%      | FT%      | RPG      | APG      | SPG      | BPG      | PPG      |
| --------- | ------------- | -------- | -------- | -------- | -------- | -------- | -------- | -------- | -------- | -------- | -------- |
| 2011–2012 | James Madison | redshirt | redshirt | redshirt | redshirt | redshirt | redshirt | redshirt | redshirt | redshirt | redshirt |
| 2012–2013 | James Madison | 36       | 224      | 39.9%    | 25.0%    | 57.7%    | 5.5      | 0.7      | 0.5      | 0.9      | 6.2      |
| 2013–2014 | James Madison | 34       | 340      | 46.9%    | 30.3%    | 83.5%    | 5.3      | 1.6      | 0.8      | 1.6      | 10.0     |
| 2014–2015 | James Madison | 33       | 309      | 39.5%    | 31.4%    | 72.5%    | 4.8      | 1.6      | 0.9      | 1.1      | 9.4      |
| 2015–2016 | James Madison | 33       | 682      | 41.0%    | 36.8%    | 79.6%    | 6.0      | 1.5      | 1.2      | 1.5      | 20.7     |
| Carrière  |               | 136      | 1555     | 41.6%    | 33.9%    | 74.8%    | 5.4      | 1.4      | 0.8      | 1.3      | 11.4     |